# Helmuth Olsens mave
|  | Denne artikel er oprettet af botten PalnaBot ud fra en ekstern database. Den kan derfor have sproglige fejl eller mangler. Denne skabelon kan fjernes efter kontrol af indholdet. |

Helmuth Olsens mave er en børnefilm fra 1995 instrueret af Liller Møller efter manuskript af Liller Møller.

## Handling
En dejlig sang illustrerer med flotte, levende tegninger syv små vidunderlige historier om Helmuth Olsen og hans bidrag til og betydning for det økologiske forløb. En tegnefilmserie for de yngste om de små, nære ting i det store kredsløb. De 7 miljøfilm for små børn hedder: "Helmuth Olsens have", "Helmuth Olsens kage", "Helmuth Olsens frokostbord", "Helmuth Olsens gris", "Helmuth Olsens fisk", "Helmuth Olsens mave" og "Helmuth Olsens wc".